# Отто фон Керпен
Отто фон Керпен (нем. Otto von Kerpen, умер в 1208 году в Акре) — второй великий магистр Тевтонского ордена в 1200—1208 годах.
Происходил из рода рейнских министериалов из  замка Керпель. Находясь в должности великого магистра предпринял усилия для укрепления самостоятельности Ордена от «старших» (уже набравших к тому времени силу) рыцарских орденов в Палестине: госпитальеров и тамплиеров.
Умер в 1208 году и был похоронен в Акре.